# Pitthea pypomima
Pitthea pypomima là một loài bướm đêm trong họ Geometridae.